# 西域
西域（さいいき、せいいき、拼音：xīyù , Western Regions）は、古来、中国人が中国の西方にある国々を呼んだ総称である。元々はタリム盆地諸国を指したが、拡張されてジュンガル盆地、中央アジア、イランインド、さらに地中海沿岸に至る西アジアをもいう。

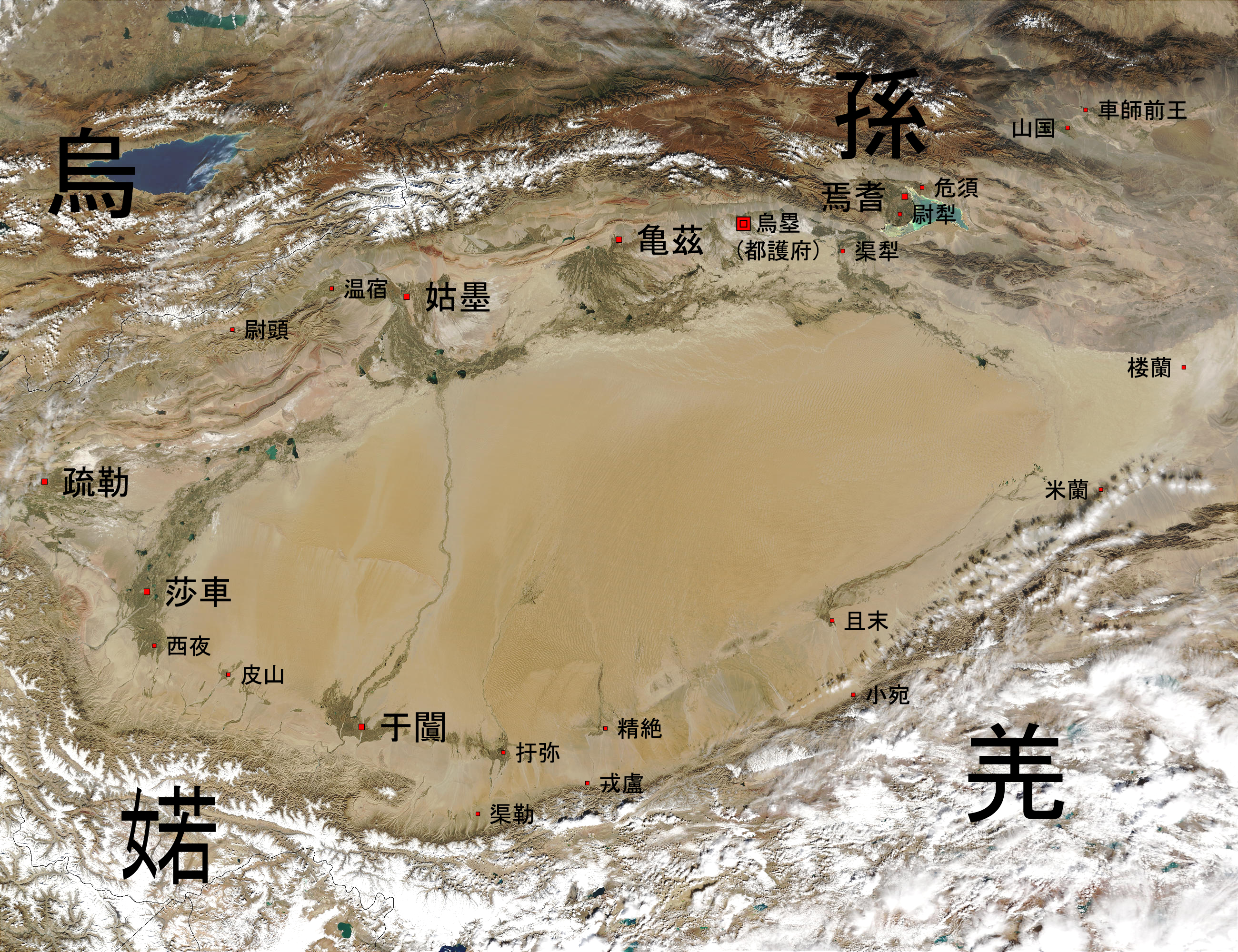
紀元前1世紀の西域諸国（タリム盆地）

## 地理
西域とは概ね中央アジアを指し、時にはインド亜大陸、西アジアまでを指すこともある。西域の国々はさらにパミール高原をはさんで東西に分けることができる。まず、新疆ウイグル自治区には、トルファン盆地（伊吾・高昌・車師前部など）、ジュンガル盆地（車師後部など）、タリム盆地（焉耆・亀茲・于闐・莎車・疏勒・楼蘭など）、イリ地域（烏孫）の国々があり、中央アジアでは、ソグディアナ、トハリスタン（大宛・康居・大月氏・大夏・昭武九姓）の国々がある。

## 歴史

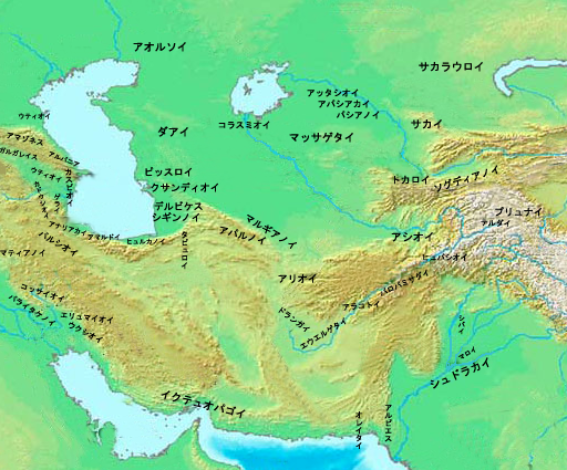
ストラボンが伝える張騫以前の中央アジアの諸族

### 張騫以前の西域
まず、西域はパミール高原をはさんで東西に分けることができ、その歴史もその東西で大きく異なってくる。紀元前6世紀以降、西部すなわち中央アジア地域にはアケメネス朝ペルシアの属州であるマルグ（マルギアナ）、ソグディアナ、バクトリアがあった。アケメネス朝は西アジア一帯からエジプト、小アジア、中央アジアをもその版図に入れていたが、その征服活動に大きく貢献したのはキュロス2世（在位：前559年 - 前529年）とダレイオス1世（在位：前522年 - 前486年）といえる。しかし、その2君ですらパミール越えをしたことがなく、そのままマケドニアのアレクサンドロス3世（前336年 - 前323年）に侵攻され、滅ぼされた。アレクサンドロスはアケメネス朝の版図をそのまま受け継ぎ、大帝国を築いたが、彼もまたヤクサルテス川を越えただけで、それ以東には踏み入れなかった。その後、マルギアナとソグディアナとバクトリアにはアレクサンドロスの後継国家が建てられたが、いずれもパミール越えをしたという記録が残っていない。
一方、パミールの東側、すなわちタリム盆地の国々は漢代に西域36国などと呼ばれたが、張騫が訪れる以前の様子は山海経などに現れる程度で不鮮明となっている。史記によれば匈奴がタリム盆地の諸国を尽く征服し、西辺日逐王が僮僕都尉を置いて焉耆国・危須国・尉犁国の間に駐屯し、西域諸国に賦税を課していた事が判る。主要国である楼蘭・焉耆・姑師・亀茲・于窴・姑墨・莎車・疏勒などはそれ以前から存在したと思われるが、それ以前のタリム盆地の歴史は謎のままである。また、匈奴の支配を受ける前のタリム盆地では月氏が支配しており、中国史書が伝える「月氏は敦煌と祁連の間に住んでいた」すなわち、月氏が河西回廊（現在の甘粛省）のみにいたのではなく、新疆一帯にその領域を持っていたとする説もある。

### 張騫の西域訪問

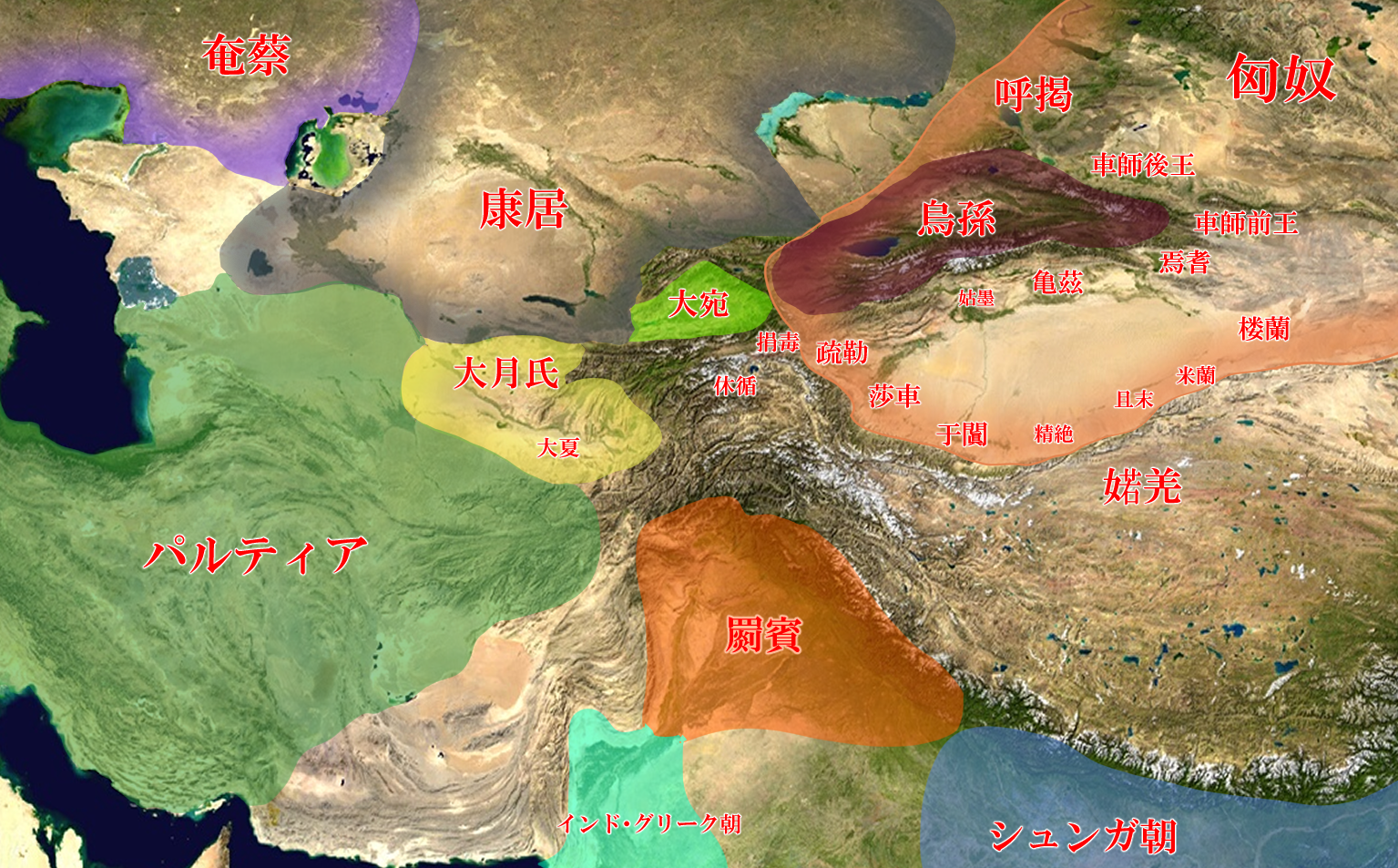
紀元前2世紀頃の中央アジアの地図

前漢では日々、北の匈奴の侵攻に悩まされていたので、武帝（在位：前141年 - 前87年）は月氏と共同で匈奴を撃つべく、西方に移った月氏へ使者の張騫を派遣した。張騫は100人あまりの使節団を従えて中央アジアを目指し、途中匈奴に捕われるなどしながら10年以上をかけてようやく大宛国に到着した。大宛は現在のフェルガナ地方にあたるオアシス都市国家であり、汗血馬とワインの産地であった。大宛王は以前から漢と交易してみたかったので、張騫を快くもてなし、隣国の康居へ送ってやった。康居はトゥーラーンにある遊牧国家で、匈奴と月氏の附庸国となって居たが、張騫を目的の大月氏まで送ってくれた。そしてこの大月氏こそが、かつて匈奴から攻撃を受けて中央アジアまで逃れてきた月氏である。大月氏王に謁見した張騫はさっそく武帝からの要件を伝えたが、大月氏王がすでに安住の地を手に入れたとしてその申し入れを断ったため、目的が達せられぬまま張騫は帰国した。

### 烏孫との同盟
目的を果たせなかった張騫は13年ぶりに漢に帰国すると、太中大夫にとりたてられ、西域のことを武帝に伝えた。そこで張騫は大月氏ではなく、烏孫という遊牧国家と同盟を組んで匈奴を挟撃すべきと上奏した。当時、烏孫は匈奴の属国であったが、老上単于（在位：前174年 - 前161年）の死後、半ば独立状態となっており、兵力もあったことから、漢と同盟を結んで匈奴と対抗するには絶好の相手であった。そこで武帝は張騫を中郎将に任命し、300人の部下と共に烏孫へ派遣した。初め、烏孫王の昆莫という者は老齢であるが漢という国を知らず、また烏孫国内が3つの勢力に分かれていて不安定な状況であったため、その時ははっきりとした答えを出さなかった。そのため使節団は一旦帰国したが、そのついでに烏孫の使者を連れて来て漢の国を見物させるなどして、漢の偉大さを見せつけた。こうして次第に両国の間で交際を持つようになっていった。しかし、このことを聞いた匈奴は烏孫を攻撃しようと企んだため、それを恐れた烏孫がついに公主を娶って漢と兄弟となることを希望した。そこで漢は皇族の娘である江都公主劉細君を嫁にやって昆莫に娶らせると、漢と烏孫の間で同盟が結ばれた。

### 楼蘭・姑師を服属
元封元年（前110年）、漢はたびたび楼蘭、姑師などの小国に使者を妨害させられたので、従驃侯の趙破奴に命じて姑師を撃たせ、楼蘭王を捕虜とし、姑師を破った。これによって漢は西域の烏孫や大宛といった国々に対して威を振るうことができた。武帝は趙破奴を浞野侯に封じると、姑師を車師前後王国及び山北六国に分けた。

### 2度の大宛討伐
一方で、武帝はフェルガナの大宛とも交易を始めており、大宛の汗血馬を愛好していた。あるとき大量の汗血馬が大宛の弐師城におかれていることを知ると、武帝はほしくなったので、使者を大宛に送った。しかし、大宛が漢の足元を見て断ったため、武帝は怒り、李広利を弐師将軍に任命して太初元年（前104年）に大宛討伐を行った。しかし、蝗害と飢餓で一つの城も落とすことができず、敦煌まで撤退した。これについて李広利は兵力が不十分だったので、もう一度遠征軍を出してほしいことを請うたが、武帝は激怒し、李広利らを入国させなかった。
しかし、武帝は大宛討伐を諦めることができなかったので、太初3年（前102年）に一度目の遠征軍以上の軍備を整え、これ以上ないほどの大軍で再び大宛討伐の遠征軍を編成し、李広利に託した。大宛の軍は漢軍を迎え撃ったが、漢軍の方が優勢だったので、籠城することにした。李広利は城の水源を絶ち、40日余りも包囲した末、外城を破壊し、大宛勇将の煎靡を捕虜とした。汗血馬を差し出すのを拒んだためにこのような事態になったので、大宛貴族たちは相談して大宛王の毋寡を殺し、漢軍にその首と汗血馬を差し出し、停戦を申し込むことにした。李広利らはこれを承諾し、軍を引いた。大宛王が殺されたので、漢は大宛貴族であった昧蔡という者を新たな大宛王とした。しかしその後、大宛貴族たちは無能な昧蔡を殺害し、毋寡の弟の蝉封を大宛王に即位させ、その子を人質として漢に送った。

### 五将軍による匈奴征伐
昭帝（在位：前86年 - 前74年）の末年、匈奴の壺衍鞮単于（在位：前85年 - 前68年）は烏孫を攻撃し、車延・悪師の地を取った。このとき烏孫公主（劉解憂）は上書して漢に救援を要請したが、漢では昭帝が崩御していたので返事ができなかった。宣帝（在位：前73年 - 前49年）が即位すると、昆弥（こんび：烏孫の君主号）の翁帰靡（こうきび）はふたたび上書して救援を要請した。本始2年（前72年）、漢は要請に応じて、祁連将軍の田広明・度遼将軍の范明友・前将軍の韓増・後将軍・蒲類将軍の趙充国・雲中太守・虎牙将軍の田順の五将軍を派兵した。校尉の常恵は烏孫・西域の兵を指揮し、翁帰靡は自ら翕侯（きゅうこう：月氏系の諸侯）以下5万余騎を率いて西方から入り、総勢20数万が匈奴を攻撃した。五将軍にはあまり戦功がなかったが、常恵が指揮する烏孫軍には戦功があったので、常恵は長羅侯に封ぜられた。しかし、匈奴の被害は甚大で、烏孫を深く怨むこととなり、その冬、壺衍鞮単于は烏孫を報復攻撃したが、その帰りに大雪にあって多くの人民と畜産が凍死した。さらにこれに乗じて北の丁令、東の烏桓、西の烏孫に攻撃され、多くの死傷者が出て、多くの畜産を失った。これにより匈奴に従っていた周辺諸国も離反し、匈奴は弱体化した。

### 西域都護の設置
神爵3年（前59年）、匈奴の日逐王が握衍朐鞮単于（在位：前60年 - 前58年）に叛き、衆を率いて漢に来降したので、護鄯善以西使者の鄭吉はこれを迎えた。漢は日逐王を封じて帰徳侯とし、鄭吉を安遠侯とした。また漢はここで初めて西域都護を設置し、鄭吉にそれを担当させた。

### 新の時代
天鳳2年（15年）、新の王莽（在位：8年 - 23年）は五威将の王駿・西域都護の李崇を派遣して戊己校尉の郭欽を率いさせて西域に出兵させた。西域諸国は皆郊外で出迎え、兵士に穀を送ったが、焉耆国が詐降して兵を集めて自衛したので、王駿らは莎車国・亀茲国の兵7千余人を率いて、数部に分かれて焉耆国に入った。焉耆国は伏兵で王駿らを遮り、姑墨国・尉犁国・危須国の兵も寝返ったので、共に王駿らを襲撃し、皆殺しにした。戊己校尉の郭欽は別に兵を率いており、後で焉耆国に至ったため、焉耆国の兵がまだ還ってこないうちに、郭欽はその老弱を攻撃して殺し、帰還した。王莽は郭欽を封じて剼胡子とした。西域都護の李崇は余士を収めて、亀茲国を維持して帰還した。数年後、王莽が死に、李崇も没すると、中国と西域の国交は途絶えてしまう。

### 後漢の時代と莎車王賢

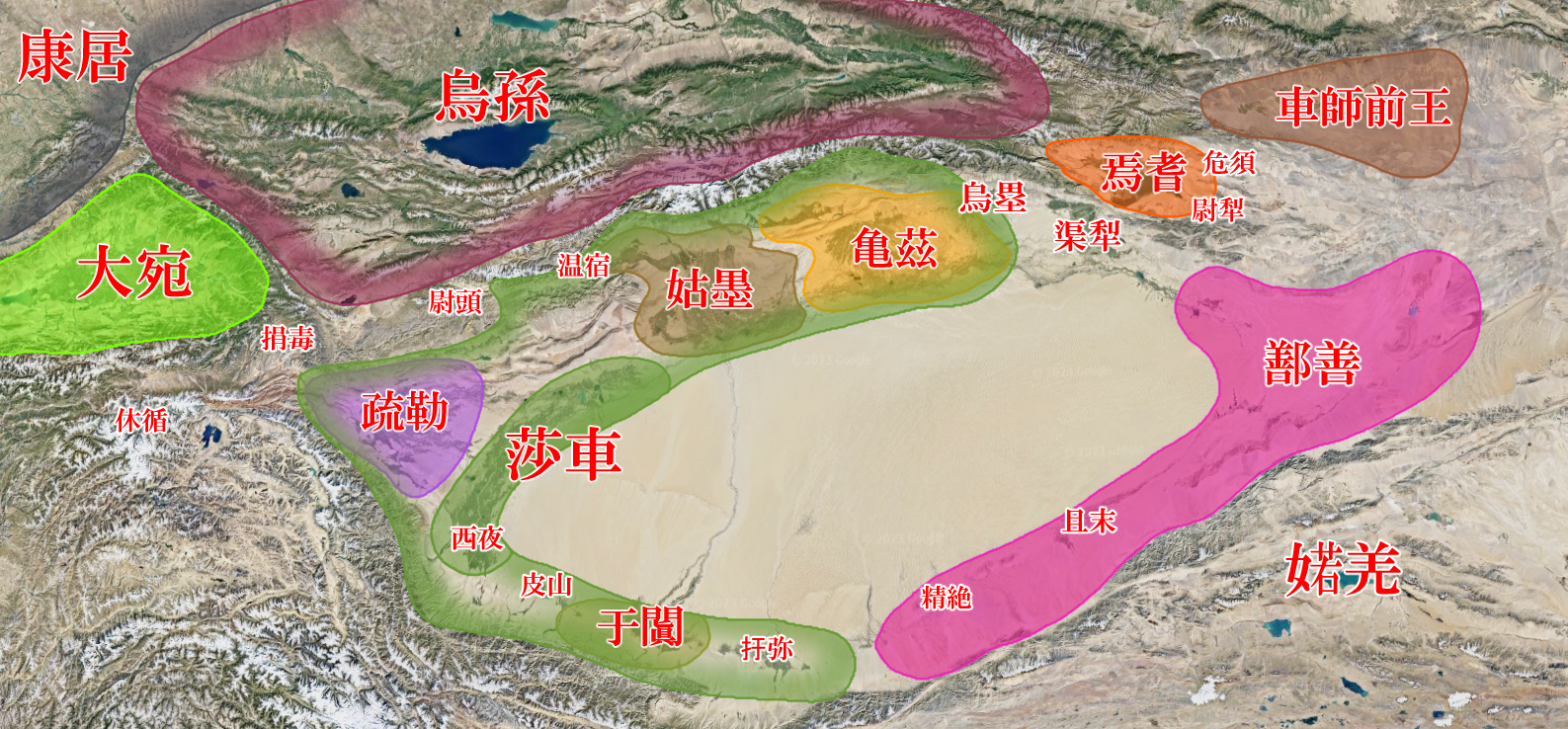
1世紀のタリム盆地

前漢の時代に栄えた西域経営も、王莽の失政で途絶えてしまい、中国は後漢が建ってもしばらくは着手できずにいた。その間、西域では莎車国が強盛となり、他の国々を従え強国となっていた。そこで建武14年（38年）、莎車王の賢が後漢に朝貢し、ここでやっと西域との国交が復活する。しかし、本格的な経営は困難な状態で、西域都護を派遣できずにいた。実際、西域諸国が莎車王賢の圧政に苦しんで、西域都護を派遣するよう要求してきた時も派遣できず、その結果西域諸国がふたたび匈奴に附いてしまった。永平3年（60年）、匈奴は亀茲諸国と共に莎車を攻撃し、于窴王の広徳は弟の輔国侯の仁を派遣して莎車王賢を攻めた。莎車王賢は遣使を送って広徳と和睦し、広徳は兵を引いた。永平4年（61年）、莎車相の且運（しょうん）らは莎車王賢の驕暴を患い、密かに謀反を起こして于窴に降った。于窴王の広徳は諸国の兵3万人を率いて莎車を攻撃。莎車王賢は城を守っていたが、広徳の挑発に乗り、出てきたところを捕えられた。于窴は莎車を併合し、莎車王賢は数年後に殺された。

### 莎車王賢の死後
匈奴は広徳が莎車を滅ぼしたと聞き、五将を遣わし焉耆・尉犁・亀茲15国の兵3万で于窴を包囲した。広徳は降伏し、その太子を人質として匈奴に服属した。冬、匈奴はふたたび派兵して賢の質子である不居徴（ふいちょう）を莎車王としたが、広徳がまたこれを攻め殺したので、その弟の斉黎（せいれい）を立てて莎車王とした。一方、後漢が本格的に西域経営を始めるのが、明帝の永平16年（73年）のことであり、明帝（在位：57年 - 75年）は北伐を行って太僕の祭肜・奉車都尉の竇固・駙馬都尉の耿秉・騎都尉の来苗に北匈奴を討たせ、仮司馬の班超を西域諸国に派遣し、ふたたび西域経営を始めることに成功した。

### 班超の西域平定

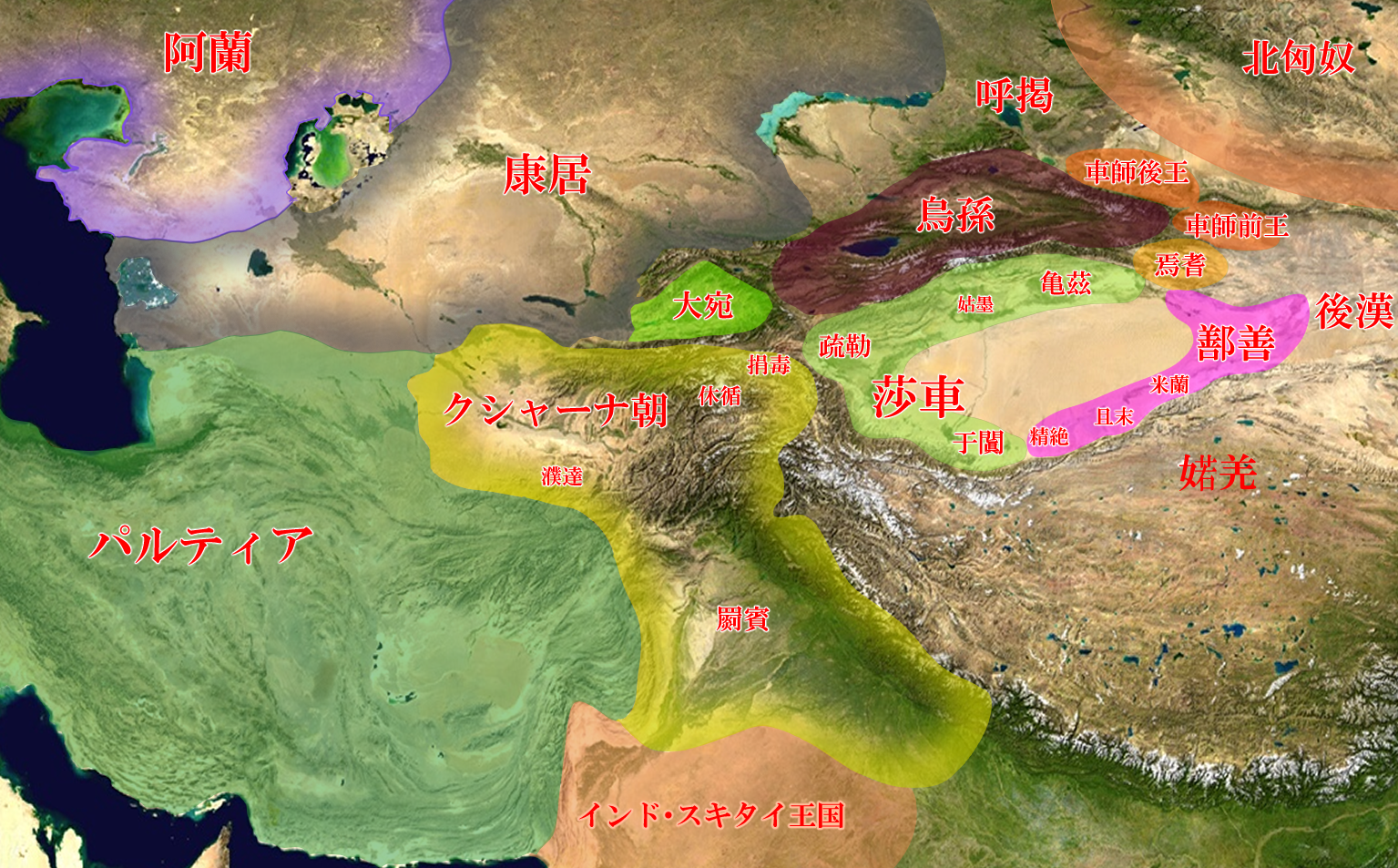
1世紀の中央アジアの地図

永平18年（75年）、明帝が崩御すると、これに乗じて焉耆国は漢に叛いて西域都護の陳睦を殺害し、亀茲国と姑墨国は疏勒国を攻撃した。疏勒国にいた班超は盤橐城を守り、疏勒王の忠とともにこれを防いだが、不利と見て一旦于窴国に退いた。ふたたび疏勒国に戻った頃には疏勒城・盤橐城の両城が亀茲国によって陥落しており、疏勒国は尉頭国と寝返っていた。班超はすぐに疏勒国の反逆者を斬り、尉頭国を撃破して、疏勒国を取り戻した。建初9年（84年）、班超は疏勒国と于窴国の兵を発して莎車国を攻撃した。莎車国は陰で疏勒王の忠と密通しており、疏勒王忠はこれに従って反き、西の烏即城に立てこもった。すると班超はその府丞の成大を立てて新たな疏勒王とし、疏勒王忠を攻撃した。これに対しソグディアナの康居が精兵を派遣してこれを救ったので、班超は降せなかった。この時、クシャーナ朝（以前の大月氏）が新たに康居と婚姻を結び、親密な関係となったため、班超は使者を送って多くの祝い品をクシャーナ王に贈った。これによって康居王が兵を撤退させ、忠を捕えたので、烏即城は遂に班超に降った。

### 甘英の西方見聞
永元9年（97年）、西域都護の班超は遥か西方にあるという大秦国（ローマ帝国）と国交を結ぶため、掾（えん：副官）の甘英を西方へ派遣した。甘英は安息国（パルティア）を経てその所領である條支国（シリア）に到着し、中国人で初めて西海（地中海）沿岸へ到達したとされている。甘英はそのまま海を渡って大秦国を目指そうとしていたが、地元の船乗りに危険だと言われてそこから引き返してしまった。以上は通説であるが、甘英は、遂に王都に至らなかった文明国安息国に派遣されたと推定される。当時、シリアは安息国の敵国ロ－マ帝国の準州で、ローマ兵数万が常駐していたので、條支国に相応しくないと見える。一方、アルメニア王国は安息国近隣の同盟国である。

### 三国時代とカローシュティー文字の時代

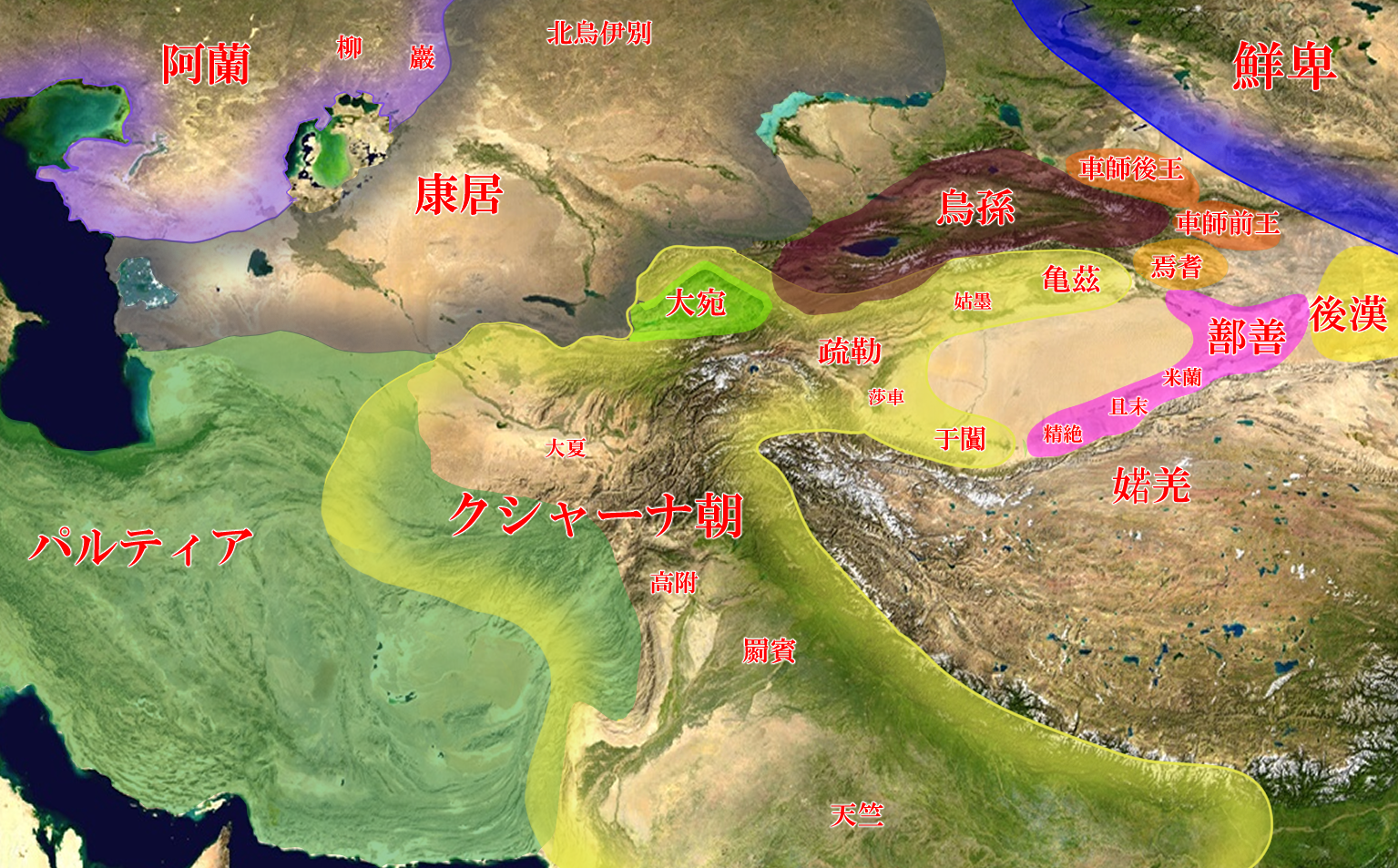
2世紀の中央アジアの勢力図

2世紀後半に入ると、後漢末期の動乱期（いわゆる三国時代）により、両漢時代に栄えた西域経営も長い低迷期に入る。その間の情勢は不鮮明なものとなり、『三国志』によってわずかにどのような国があったかがうかがい知ることができる。
西域南道
- 鄯善国（構成国：且志国、小宛国、精絶国、楼蘭国）
- 于寘国（構成国：戎盧国、拘弥国、渠勒国、穴山国、皮山国）

西域北道
- 高昌国
- 焉耆国（構成国：尉梨国、危須国、山王国）
- 亀茲国（構成国：姑墨国、温宿国（中国語: 温宿国）、尉頭国）
- 疏勒国（構成国：楨中国、莎車国、竭石国、渠沙国、西夜国、依耐国、満犁国、億若国、楡令国、損毒国、休脩国、琴国）

ジュンガル盆地からイリ地方
- 車師後部王（構成国：東且弥国、西且弥国、単桓国、畢陸国、蒲陸国、烏貪訾離国）
- 烏孫国

ソグディアナからインド
- 康居国
- 大宛国
- 大月氏国（構成国：罽賓国、大夏国、高附国、天竺国）
- 臨児国
- 車離国（礼惟特、沛隷王）
- 盤越国（漢越王）

西アジアからヨーロッパ
- 安息国（構成国：羅国）
- 條支国
- 烏弋国（排特）
- 大秦国（犁靬）（構成国：澤散王領、驢分王領、且蘭王領、賢督王領、汜復王領、于羅王領）

また、3世紀前半に入ると鄯善国自身が記した文書史料が豊富に出土するようになる。これらはプラークリット語の一種であるガンダーラ語をカローシュティー文字で記したものである。こういった文書の様式や、その中に登場する王号がクシャーナ朝のそれに類似することなどから、鄯善国（楼蘭）がクシャーナ系の移住者によって征服されたという説もある。実態は全く不明であるが、中華王朝の影響力の低下やクシャーナ朝の隆盛に伴って、楼蘭が西方の文化の影響を強く受けたことが推察される。このカローシュティー文字文書の解析から、この時期の鄯善国がロプノール周辺から精絶国（チャドータ）に至る領域を維持していたことが知られている。一方で漢文で書かれた実用文書も多数発見されており、三国時代の騒乱の間も漢人商人らは鄯善国を訪れて交易に従事していたこともわかる。ただし、こういった文書書類は商業文書や命令書、徴税記録等が大半で政治的事件の記録は乏しく、3世紀の鄯善国の政治史はあまりわかっていない。わずかに知りうるのは、当時の鄯善国（クロライナ）は、西隣の于闐（コータンナ）と国境を巡って争っていたことと、チベット系である羌の一派といわれているスピの侵入と略奪に悩まされたことなどである。一方でこういった実用文書類から、鄯善国の国政や社会についての知見は、この時代に関する物が多くを占める。

### 西晋と五胡十六国時代
太康年間（280年 - 289年）、焉耆王の龍安は晋朝に侍子を遣わした。龍安が死に、子の龍会が焉耆王となると、父の仇であった亀茲王の白山を討ち滅ぼして自らが亀茲王となり、子の龍熙を焉耆王として本国を統治させた。龍会は西域に覇を唱え、葱嶺以東の諸国は焉耆・亀茲国の支配下となった。しかし、龍会は亀茲国人の羅雲に殺された。
前涼の張駿は沙州刺史の楊宣を西域に派遣した。楊宣は部将の張植を前鋒とし、焉耆国を攻撃した。焉耆王の龍熙は防戦したが、張植に敗北した。龍熙はまた衆を率いて遮留谷にて要撃するも、ふたたび敗れてしまい、遂に楊宣に降った。また、亀茲国と鄯善国をも征伐し、西域はみな前涼に降った。鄯善王の元孟は張駿に娘を献じ、焉耆前部や于闐王も遣使を送って方物を貢納してきた。前涼は西域長史を置いて西域の統制を強めた。
前秦の建元18年（382年）、驍騎将軍の呂光は苻堅の命を受け、都督西討諸軍事に任じられ、10余万の兵を率いて西域に進軍した。呂光の軍勢が来ると、焉耆王の龍熙は呂光に降ったが、亀茲王の白純は呂光を拒んで籠城戦に持ち込んだ。しかし、呂光の攻城が激しかったので、亀茲王の白純は獪胡に救援を求めた。そこで獪胡王の弟である吶龍と侯将馗は騎20余万を率い、温宿王と尉頭王をも招き寄せて総勢70余万でもって亀茲王を救いに来た。しかし、その70万をもってしても呂光を破ることができず、敗北した。これにより亀茲王の白純は珍宝を持って逃走したため、王侯降者は三十余国にのぼり、亀茲城は陥落した。この時、呂光は仏僧の鳩摩羅什（クマーラジーヴァ）を捕えており、以後軍師として取り立てる。その後の396年、呂光が天王と称して後涼を建国すると、各国の王は侍子を遣わして朝貢した。

### 北朝の時代

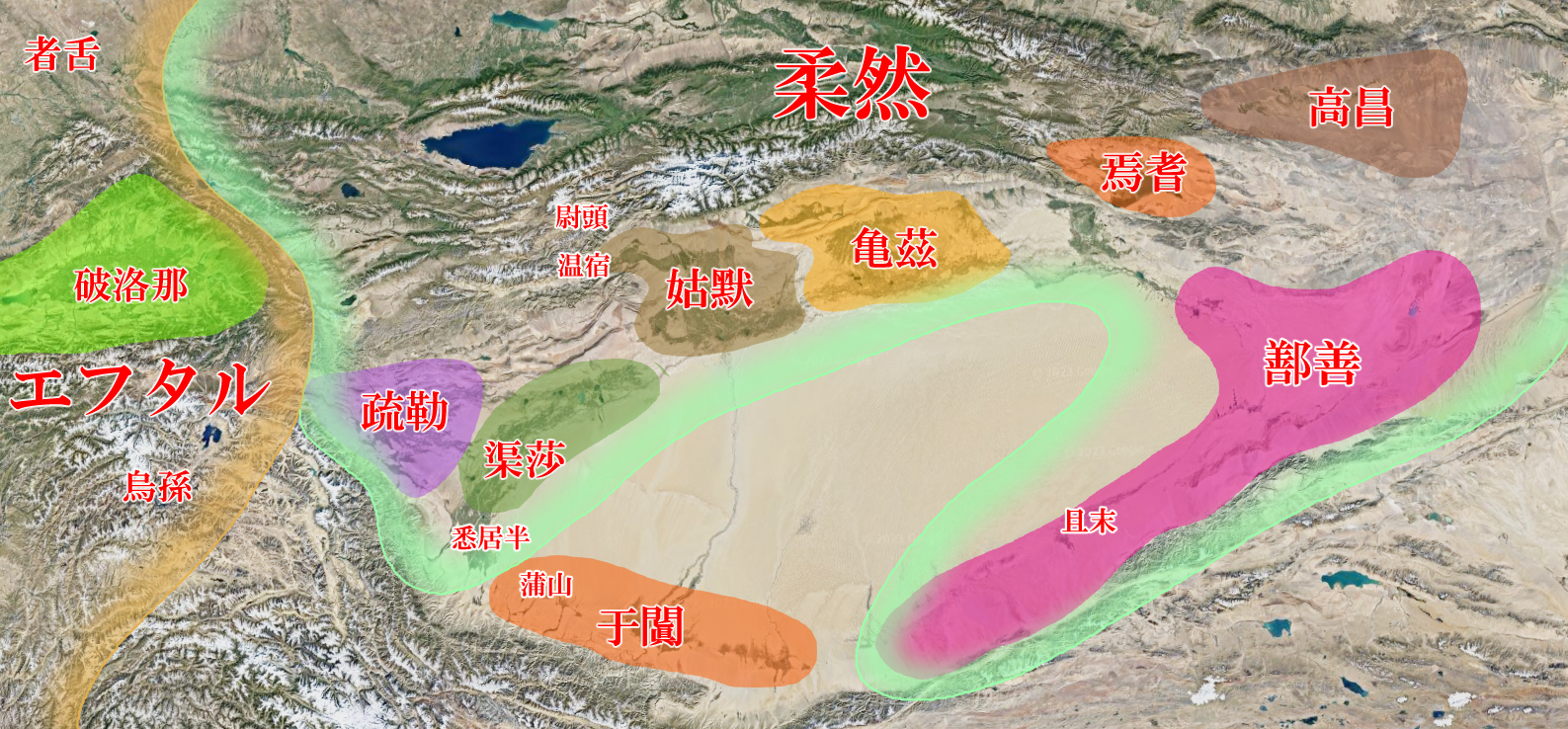
5世紀のタリム盆地の勢力図

441年、沮渠無諱は弟の沮渠安周を派遣して鄯善国を攻撃させ、翌年（442年）には沮渠無諱と沮渠安周の2人で攻撃して鄯善を占拠した。その翌年（443年）も、沮渠安周を派遣して車師前部国を破った。
太平真君6年（445年）、北魏の太武帝（在位：423年 - 452年）は成周公万度帰に命じて鄯善国を攻撃させた。万度帰は鄯善国を占領すると、鄯善国王の真達を連れ去り、鄯善国を滅ぼした。次に万度帰は焉耆国を討伐し、左回・尉犁の2城を落とし、さらに都の員渠城を攻めた。焉耆王の龍鳩尸卑那は籠城して防いだが、万度帰に敗れ、山中に逃れた。これにより焉耆国は北魏の支配下に入った。その後、龍鳩尸卑那は焉耆国に戻るが、国の惨状を見て隣国の亀茲国に亡命した。万度帰は続いて亀茲国を攻撃した。亀茲国は烏羯目提らを遣わして領兵3千で防戦し、万度帰はこれを撃って敗走させ、200余級を斬首し、駝馬（ラクダ）を獲得して帰還した。亀茲国はこの後、毎回遣使を送って朝貢するようになる。
柔然の永康7年（470年）頃、柔然可汗の郁久閭予成（在位：464年 - 485年）は鄯善・焉耆・亀茲・姑墨などの西域諸国を役属させ、于闐国に迫り、于闐国は北魏に救援を要請する。
その後、北周の保定年間（561年 - 565年）や隋の大業年間（605年 - 618年）にも西域諸国は中国に朝貢し続けた。

### 突厥の支配下と隋代
5世紀から6世紀にかけてモンゴル高原から東トルキスタンまでを支配した柔然可汗国であったが、内部紛争が相次いだために構成諸族の叛乱を招いた。なかでも鍛鉄奴隷部族であった突厥は552年に自らの可汗を推戴して独立、555年には西魏と組んで柔然を滅亡させてしまう。一方、同じく5世紀から6世紀の間に西トルキスタンを支配していたのは遊牧国家のエフタルであったが、そのエフタルも558年に突厥とサーサーン朝の挟撃に遭って滅亡に追いやられてしまった。こうして突厥可汗国によって中央ユーラシアはほぼ統一されることとなり、シルクロードと西域の国々はその支配下に置かれた。突厥可汗国の統制下において各国の王もしくは部族長たちは、イルテベル（頡利発、俟利発、Iltäbär）やイルキン（俟斤、Irkin）といった称号を帯び、トゥドゥン（吐屯、Tudun）と呼ばれる派遣された監察官の監視下で貢納をおこなったが、一方で中国王朝（北朝）にも遣使朝貢をしていた。
582年、突厥可汗国が内部紛争によってアルタイ山脈を境に東西に分裂すると、西域諸国は西突厥に属すこととなる。しかし、東西突厥の争いや可汗の失政などで西突厥の支配力が弱まると、伊吾・高昌・焉耆といった国々は鉄勒に附いてしまう。隋で煬帝（在位：604年 - 618年）が即位すると、高昌国・亀茲国・于闐国・疏勒国・鏺汗国・康国・石国・安国・米国・史国・曹国・何国・挹怛国・吐火羅国・烏那曷国・穆国・漕国・附国などの国々が中国に遣使を送って朝貢を始めた。しかし、隋末の動乱期に入ると、鉄勒と高昌が中国への通商路を遮断し、貢物や交易品をすべて自分の所へ来るようにしたため、中国への朝貢が停止した
。

### 唐の西域支配

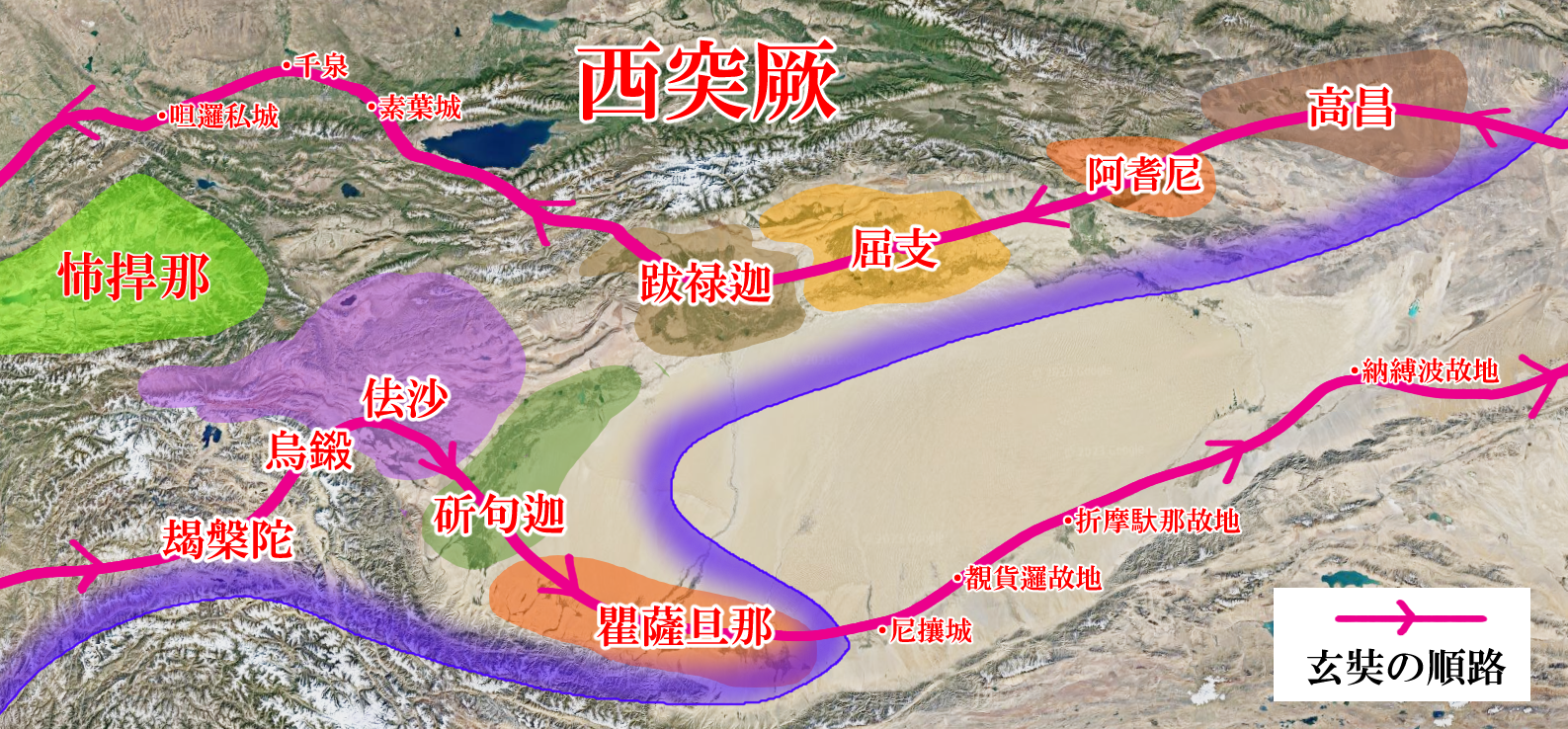
7世紀のタリム盆地（大唐西域記）

やがて、西突厥の射匱可汗（在位：612年 - 619年頃）が強盛となると、今まで離反していた西域諸国や鉄勒諸部は再び西突厥に附いた。一方で中国も唐の太宗（在位：626年 - 649年）のもとで最盛期を迎え、再び西域経営に着手することとなったため、西域諸国は中国への朝貢を再開した。隋末の動乱以降、中国への朝貢を遮断していた高昌はこれに不満を持ち、隣国の焉耆や伊吾を攻撃したため、太宗の招集がかかった。しかし高昌王の麴文泰がこれに応じなかったため、貞観13年（639年）、交河道大総管の侯君集率いる唐・東突厥・鉄勒連合軍の討伐に遭い、翌年（640年）高昌国は滅ぼされ、その地に西州都護府（のちの安西都護府）が置かれた。同じ年、焉耆国と西突厥が親密な関係になったことから、西州都護の郭孝恪はこれを撃つべく上書し、許可が下りたので、軍を焉耆王の弟の龍栗婆準に誘導させて焉耆王の龍突騎支を捕えた。郭孝恪は龍栗婆準に功があったということで、彼に焉耆国の国事を摂らせて帰還した。しかし、焉耆国は龍栗婆準の従父兄の龍薛婆阿那支を立てて王とし、西突厥の処般啜が龍栗婆準を捕えて亀茲国に送り殺害すると、龍薛婆阿那支は処般啜と同盟を組んだ。
貞観20年（646年）、太宗は左驍衛大将軍の阿史那社爾を遣わして崑山道行軍大総管とし、安西都護の郭孝恪・司農卿の楊弘礼が率いる五将軍と、鉄勒の13部の兵10余万騎を発して亀茲国を討伐した。阿史那社爾は西突厥の処月種と処密種を破ると、進軍してその北境に急行し、不意をついて焉耆王の龍薛婆阿那支を撃ち、捕えて斬った。これによって亀茲国は大いに震撼し、守将の多くが城を棄てて遁走した。阿史那社爾は磧石に進んで駐屯し、伊州刺史の韓威に千余騎を率いさせて前鋒とし、右驍衛将軍の曹継叔を次鋒とした。韓威らは西の多褐城に至ると、亀茲王と相遇した。亀茲国相（宰相）の那利（なり）と将軍の羯猟顛（けつろうてん）には、5万の兵がいたので、逆に唐軍を防いだ。そこで韓威は遁走をするふりをしてこれを引きつけ、亀茲王・俟利発（イルテベル）の訶黎布失畢（かれいほしつひつ）を30里も前進させると、曹継叔の軍と合流してこれを大破した。亀茲王は都城まで退いたが、阿史那社爾が進軍してこれに迫ったので、都城を棄てて遁走した。阿史那社爾は遂に亀茲城を陥落させ、郭孝恪にここを守らせた。阿史那社爾らはさらに進軍し、撥換城に立てこもる亀茲王を包囲し、亀茲王および大将の羯猟顛らを捕えた。亀茲国相の那利は難を逃れ、密かに西突厥の衆を招き寄せて郭孝恪を襲撃して殺した。倉部郎中の崔義起は曹継叔・韓威らとこれを撃ち、那利を捕えた。こうして亀茲国を占領した唐は訶黎布失畢の弟の葉護（ヤブグ）を立てて亀茲王とし、安西都護府を亀茲城に移して于闐・疏勒・碎葉（これらを四鎮と呼ぶ）を統領させ、郭孝恪を安西都護とした（648年）。

### 阿史那賀魯討伐
永徽2年（651年）、西突厥の阿史那賀魯は子の阿史那咥運とともに衆を率いて西に逃れ、乙毘咄陸可汗の地に拠り、西域諸郡を総有し、牙を雙河（ボロ川）及び千泉に建てて自ら沙鉢羅可汗（イシュバラ・カガン）と号し、咄陸・弩失畢の十姓を統領した。兵数10万を擁し、西域諸国の多くが附隷した。 阿史那賀魯は阿史那咥運を立てて莫賀咄葉護（バガテュル・ヤブグ：官名）とし、たびたび西蕃諸部を侵掠し、庭州を寇掠した。
顕慶2年（657年）、高宗は右屯衛将軍の蘇定方・燕然都護の任雅相・副都護の蕭嗣業・左驍衛大将軍・瀚海都督の迴紇婆閏らに軍を率いて討撃させ、右武衛大将軍の阿史那弥射・左屯衛大将軍の阿史那歩真に安撫大使とさせた。蘇定方が曳咥河の西まで達すると、阿史那賀魯は胡禄居闕啜など2万余騎を率いて迎え撃った。蘇定方は副総管の任雅相らを率いてこれと交戦し、阿史那賀魯の衆を大敗させ、大首領の都搭達干ら200余人を斬った。阿史那賀魯及び胡禄居闕啜の軽騎は遁走し、伊麗河（イリ川）を渡ったが、兵馬の多くが溺死した。蕭嗣業は千泉に至り、阿史那賀魯の本営を突き、阿史那弥射は進軍し、伊麗河（イリ川）に至り、処月・処密などの部落は各々衆を率いて来降した。阿史那弥射はさらに雙河（ボロ川）へ進んだ。阿史那賀魯は先に歩失達干に散り散りになった兵士を集めさせて、柵によって防ぎ戦った。阿史那弥射・阿史那歩真はこれを攻め、大破した。また蘇定方は阿史那賀魯を碎葉水（スイアブ川）で攻め、これも大破した。
阿史那賀魯は阿史那咥運と鼠耨設のもとに身を寄せようと思い、石国の蘇咄城近辺まで来たが、人馬ともに飢えていた。城主の伊涅達干（イネル・タルカン：官名）は酒・食料を持って偽って出迎えた。阿史那賀魯らはその詐術にはまり、城内に入ったところを捕らえられた。蕭嗣業が石国に到着すると鼠耨設は阿史那賀魯の身柄を引き渡した。阿史那賀魯は京師に連行された。唐はその種落を分けて崑陵・濛池の2都護府を置き、諸国を役属することとなり、州府を分けて置き、西は波斯（サーサーン朝）、安西都護府に隷属した。これにより西突厥は唐の羈縻政策下に入る。